# Episodi di The Client List - Clienti speciali (seconda stagione)
La seconda stagione della serie televisiva The Client List - Clienti speciali è stata trasmessa negli Stati Uniti sul canale via cavo Lifetime dal 10 marzo al 16 giugno 2013. 
In Italia è andata in onda dal 10 settembre 2013 su Fox Life.
| nº | Titolo originale                    | Titolo italiano          | Prima TV USA   | Prima TV Italia   |
| -- | ----------------------------------- | ------------------------ | -------------- | ----------------- |
| 1  | Till I Make it on My Own            | Ricomincio da me         | 10 marzo 2013  | 10 settembre 2013 |
| 2  | Who's Cheatin' Who?                 | La cauzione              | 17 marzo 2013  | 17 settembre 2013 |
| 3  | Cowboy Up                           | Il rodeo di Beaumont     | 24 marzo 2013  | 24 settembre 2013 |
| 4  | My Main Trial Is Yet to Come        | Il giorno del giudizio   | 31 marzo 2013  | 1º ottobre 2013   |
| 5  | Hell on Heels                       | Genitori e figli         | 7 aprile 2013  | 8 ottobre 2013    |
| 6  | Unanswered Prayers                  | Una grande occasione     | 14 aprile 2013 | 15 ottobre 2013   |
| 7  | I Ain't Broke but I'm Badly Bent    | Sull'orlo del precipizio | 21 aprile 2013 | 22 ottobre 2013   |
| 8  | Heaven's Just a Sin Away            | Sensi di colpa           | 28 aprile 2013 | 29 ottobre 2013   |
| 9  | Save A Horse, Ride a Cowboy         | Un nuovo inizio          | 5 maggio 2013  | 5 novembre 2013   |
| 10 | What Part of No                     | Se dico no…              | 12 maggio 2013 | 12 novembre 2013  |
| 11 | I Miss Back When                    | I bei vecchi tempi       | 19 maggio 2013 | 19 novembre 2013  |
| 12 | When I Say I Do                     | Dimmi di sì              | 2 giugno 2013  | 26 novembre 2013  |
| 13 | Whatever It Takes                   | Costi quel che costi     | 9 giugno 2013  | 3 dicembre 2013   |
| 14 | What Kind of Fool Do You Think I Am | La lista dei clienti     | 16 giugno 2013 | 10 dicembre 2013  |
| 15 | Wild Nights Are Calling             | Tutto da perdere         | 16 giugno 2013 | 17 dicembre 2013  |

## Ricomincio da me
- Titolo originale: Till I Make It on My Own
- Diretto da: Allan Arkush
- Scritto da: Ed Decter

### Trama
Nel bel mezzo della discussione fra Riley e Kyle arriva la polizia, Riley si scusa pensando che lei quella che sta per farsi arrestare, ma la polizia arresta Kyle. Georgia torna al centro benessere dopo che lei sente parlare di Kyle e scopre che Kendra e Jolene si sono licenziate, costringendo Selena e Riley a lavorare insieme in modo da non perdere i clienti; Riley fa fatica a trovare il tempo per lei e Evan, poiché lei cerca di far uscire Kyle di prigione. Allo stesso tempo scopre che Kyle ha rubato un camion che stava viaggiando con il rame, e l'unico modo per far uscire Kyle di prigione è quello di dichiarare il suo complice, ma lui non lo fa. Riley va da Georgia con l'idea di acquistare il The Rub in modo che Georgia possa mantenere il suo nuovo uomo, ma dando lo stesso una mano se le ragazze avessero bisogno di lei. Georgia ritiene che ci sia un mandato di perquisizione per The Rub e che la polizia sta tenendo d'occhio Riley. Kyle informa il suo avvocato (comprato da Riley) che ha qualcosa di più scottante: il nome del suo complice. Subito dopo, Evan va a fare visita a Kyle e i due hanno una lite in prigione per il fatto che il rapporto tra Evan e Riley sta diventando sempre più intimo.

## La cauzione
- Titolo originale: Who's Creatin' Who
- Diretto da: Andy Wolk
- Scritto da: Natalie Chaidez

### Trama
Riley è sopraffatta della quantità di massaggi che sta facendo al giorno, così decide di assumere un altro massaggiatore. Finisce per assumere un'ex-spogliarellista studente del college che ha bisogno di soldi per le tasse scolastiche. Georgia diventa gestore del bar del suo ragazzo e insiste Riley a fare il suo primo pagamento a lei con un assegno. Riley scopre che il costo della cauzione per Kyle è stato fissato a 7.500 dollari. A casa, improvvisamente Georgia chiama e dice a Riley di assicurarsi che la lista dei clienti sia in un luogo "buono e nascosto". Riley agisce in fretta, ma quando la polizia arriva con un mandato a casa sua, sono alla ricerca del denaro rubato di Kyle. Quella notte, uno degli amici di Kyle dal carcere si presenta a casa sua e le porge una borsa piena di banconote da 100. Più tardi, la polizia si presenta al centro benessere e desidera effettuare la ricerca anche là. Riley chiede un mandato di perquisizione che non hanno e se ne vanno. In seguito, Riley porta il sacchetto di denaro al cantiere per cercare di contrattare, allo scopo di liberare Kyle dalla prigione. L'uomo accetta il denaro, ma si rifiuta di ritirare le accuse. Nervosa perché i federali sono in giro, Riley va in mezzo al nulla per seppellisce la lista dei clienti nel terreno. La mattina dopo, mentre lei e Evan stanno cercando di trascorrere del tempo insieme, la polizia le fa di nuovo visita e informano che sua madre ha avuto un incidente.

## Il rodeo di Beaumont
- Titolo originale: Cowboy Up
- Diretto da: Rick Wallace
- Scritto da: Holly Overton

### Trama
Riley ed Evan si ritrovano a dover cercare i soldi della cauzione di Kyle, così Evan accetta un lavoro pericoloso, al fine di aiutare finanziariamente Riley senza informarla. Alla fine lei lo scopre e non accetta i soldi, ma successivamente lo fa. Nel frattempo, Linette ha avuto un incidente d'auto a causa di messaggi hot mentre guidava. Al centro benessere, Riley cerca di accontentare un cliente veterano e assume un massaggiatore maschio. Evan, inoltre, viene ammesso nella polizia.

## Il giorno del giudizio
- Titolo originale: My Main Trial Is Yet to Come
- Diretto da: Timothy Busfield
- Scritto da: Michael Reisz

### Trama
Presso il centro benessere, Riley è sorpresa di quello che un cliente chiede e Selena, la quale è sospettosa di una delle nuove ragazze. Nel frattempo, Riley viene a sapere che Derek non è tutto ciò che sembra, ma cerca di allontanare lei e Evan.

## Genitori e figli
- Titolo originale: Hell on Heels
- Diretto da: Jonathan Kaplan
- Scritto da: Tawnya Bhattacharya e Ali Laventhol

### Trama
Presso il centro benessere, Riley scopre che il suo nuovo cliente è un diciottenne vergine e lo spogliatoio diventa la sede per situazioni di disagio tra Derek e Selena. Nel frattempo a casa, Evan si offre di portare Travis a visitare suo padre e Linette incoraggia Katie di entrare in un concorso. Inoltre, frustrata dal fatto che lei non è ancora incinta, Lacey convince Dale a vedere uno specialista della fertilità.

## Una grande occasione
- Titolo originale: Unanswered Prayers
- Diretto da: Allan Arkush
- Scritto da: Shaina Fewell

### Trama
Mentre Riley lavora in difesa di Kyle, Evan continua la sua formazione all'Accademia di Polizia e Lacey diventa sospettoso di Dale. Nel frattempo, al centro benessere, Derek viene preso in giro da Selena sui suoi clienti frequenti.

## Sull'orlo del precipizio
- Titolo originale: I Ain't Broke but I'm Badly Bent
- Diretto da: Jennifer Love Hewitt
- Scritto da: Natalie Chaidez

### Trama
Presso il centro benessere, Riley forma un legame stretto con il cliente e le ragazze si trovano a dover essere creative quando si verifica un blackout. Nel frattempo, Riley è scioccata quando, dopo aver combattuto con un detenuto, Kyle perde i suoi privilegi di visita. Lacey e Georgia organizzano un baby shower per la sorella di Dale.

## Sensi di colpa
- Titolo originale: Heaven's Just a Sin Away
- Diretto da: Debbie Allen
- Scritto da: Nikki Schiefelbein

### Trama
Mentre Kyle si prepara a testimoniare contro il suo ex datore di lavoro, Riley e Lacey vanno in chiesa con Georgia ed Harold. Evan, invece, continua il suo primo appuntamento con Shelby. Nel frattempo, al centro benessere, Derek riceve un avviso da Selena del suo cliente.